# ミラクルジャイアンツ童夢くん
『ミラクルジャイアンツ童夢くん』（ミラクルジャイアンツどうむくん）は、原作：石ノ森章太郎による日本の漫画作品。テレビアニメ化されて、1989年4月2日から1990年3月25日まで、日本テレビ制作・日本テレビ系列で放映された。全49話。本項では、主にアニメ版について詳述する。

## 概要
当時話題となっていた、子供達のプロ野球離れを払拭するため、子供がプロ野球選手として活躍する作品をコンセプトに制作された。また、東京ドーム（1988年完成）のイメージキャラクターとして、当該球場で巨人の選手がホームランを打つと童夢くん人形が手渡されていた（1989年から1991年まで）。作品は、読売ジャイアンツとセントラル・リーグならびにパシフィック・リーグの全面バックアップを受けていた。巨人のみならず、セ・パ両リーグ各球団に当時在籍していた選手や監督、また、東京ドームを始めとする各球団のフランチャイズ球場、そして、当時の巨人北海道シリーズの舞台、札幌市円山球場が実名で再現され、登場する。番組の終わりには巨人の選手・コーチによる野球指導の「童夢くんのジャイアンツ・いれコミ情報!」のコーナーもあった。

## 漫画版
漫画版は石ノ森章太郎を原作者とし、学研の『学習』各誌で1988年8月号から連載が始まった。各学年ごと複数の漫画家によって描かれており、年代に応じてメインキャラの年齢、登場人物に変化が加えられていた。童夢のデビューから『紅跳馬＆ドード』コンビとの対決までは、学年による展開の違いはないが、それ以降の展開や登場人物は学年ごとに異なり、連載終了時期もそれぞれ異なっている。学年によってはサブタイトルが「ミラクルリトルジャイアンツ」になっていた。
連載開始の1988年8月号から1991年3月号の間では各連載作品の掲載誌の学年に変化はなかったが、1991年4月号からは掲載誌の学年が1学年ずつ繰り上がっている。また、学年によって最終回のサブタイトルに変化があった。
- 1年の学習 - 池田淳一（1988年8月号〜1991年3月号）
- 2年の学習 - 中島昌利（1988年8月号〜1991年3月号）、桑原敬三郎（1991年4月号〜1992年3月号）
- 3年の学習 - 石川森彦（1988年8月号〜1991年3月号）、中島昌利（1991年4月号〜1992年3月号）
- 4年の学習 - つはらよしあき（1988年8月号〜1991年3月号）、石川森彦（1991年4月号〜1992年3月号）
- 5年の学習 - 石ノ森章太郎（1989年4月号[注釈 2]〜1991年3月号）、つはらよしあき（1991年4月号〜1992年3月号）
- 6年の学習 - 桜多吾作（1988年8月号〜1991年3月号）、石ノ森章太郎（1991年4月号〜1992年3月号）

## 漫画版の収録話リスト
| 話数 | サブタイトル               | 発表号       |
| ---- | -------------------------- | ------------ |
| 1    | 童夢、立つ!                | 1989年 4月号 |
| 2    | メロディー来日             | 5月号        |
| 3    | 二軍落ち！                 | 6月号        |
| 4    | 新魔球誕生！               | 7月号        |
| 5    | 新魔球ついに、登場！       | 8月号        |
| 6    | ゆめのオールスター         | 9月号        |
| 7    | メロディーボール打たれる！ | 10月号       |
| 8    | 別れ！                     | 11月号       |
| 9    | 予感                       | 12月号       |
| 10   | ドードの実力！             | 1990年 1月号 |
| 11   | 対決！                     | 2月号        |
| 12   | 優勝！                     | 3月号        |
| 13   | 修行！                     | 4月号        |
| 14   | 新魔球！                   | 5月号        |
| 15   | 作戦……                     | 6月号        |
| 16   | 強敵出現                   | 7月号        |
| 17   | 宿敵！                     | 8月号        |
| 18   | 精神の力                   | 9月号        |
| 19   | 物ほしざお作戦             | 10月号       |
| 20   | 壊れた信頼                 | 11月号       |
| 21   | 宿命の対決！               | 12月号       |
| 22   | 巨人軍セリーグV2達成!!     | 1991年 1月号 |
| 23   | 山ごもりと特訓！           | 2月号        |
| 24   | レベルアップと友情         | 3月号        |

## ストーリー
プロ野球選手となるためには年齢制限があるが、優秀な才能を持つ子供達を発掘するために、年間出場回数や出場可能時刻など、児童保護のための多くの限定付きながら、年齢制限が撤廃された。各球団は優秀な才能を持つ子供達の発掘に努め、並み居るプロ野球選手に勝るとも劣らない子供達が球界で活躍し始めた。

## 登場人物
新城 童夢（しんじょう どうむ）
声 - 坂本千夏
伝説の名投手を父に持つ小学生であり、本作の主人公。読売巨人軍の投手。一人称は「俺」だが漫画版では「僕」になっている。背番号は最初に中畑相手に投げた際、マウンドからバッターボックスまで半分の距離しか届かなかったことに由来した"1/2"。学年は小学5年生→小学6年生（スペシャル版）。4年生のときに江川卓に才能を見出され、入団を要請されるが、父が早世した原因は巨人軍に酷使された末の過労死と信じていたため、頑なに拒否する。母から父の死の真相を告げられ、父の願いを叶えるため巨人軍への入団を決意する。東京ドームの特性を活かした魔球が多いためか、ビジターゲームで投げる事はないが、漫画版では後期にビジターゲームでの登板シーンも何度か登場する。入団当初は9回に投げるストッパーが主な役割だったが、後に先発もこなすようになる。しかし、登板前にブルペンで投げている描写はない。
巨人軍や他球団の選手達、多くのライバル達との勝負や触れ合いの中で、数多くの魔球を駆使して巨人軍の中心選手として成長していく。
「魔球使い」の印象が強く、まだ小学生ということもあって力が未熟に描かれているシーンも多いが、実は身体能力もトップクラスである。アニメ版では、サンダーバキュームボールを編み出す過程で夢中になり、高校陸上部の練習に参加してしまうシーンがあるが、そこでの記録は円盤投げ45m、やり投71m、棒高跳び4m50cmをクリア、100m11秒フラットと超高校級クラスの記録を出しており、「オリンピック出場も夢じゃない」とまで言われた。当初はバッティングを苦手としていたものの、後にプロ投手からホームランを放っている。
一時はカルロスによって再起不能寸前まで落とされたが、家族や多くの親友、チームメイトなどに支えられ、復活を果たした。最終回では巨人を優勝をかけた再びカルロスの対決に挑む。父の魂をこめた童夢は「一球入魂!」と台詞を入れ投球した。
スペシャル版では落合、他の中日打線にハイパースピンブラックホールボールを打たれ大量失点をしてしまい、失意の中マウンドを下ろされる。悔しがる童夢に藤田監督は「新しい魔球を考えるんだ。もし、達成できなかったら今シーズン、ジャイアンツのユニフォームを着なくてもよい」と命じる。大雪山でのケンジとの出会いを経て、とうとう魔球5号『ケンジスペシャル・イリュージョンスペースワープボール』を完成させる。すでに始まっていた9月1日の中日戦に向け、仲間の協力を得て円山球場に到着し、「ケンジスペシャル・イリュージョンスペースワープボール」で落合にリベンジを果たした。
漫画版では、最初から先発投手であり、年齢が雑誌の対象年齢に応じて変化している。最終回では経年の酷使が祟って肘や肩を壊し、ジョーブ博士の手術を受ける為渡米した。
それぞれの学年版学習の企画に度々登場し、ロボット相撲大会に「ロボ童夢」として出場したり2年の学習の掛け算九九を教える付録カセットテープに出演する等した。
新城 夢人（しんじょう ゆめと）
声 - 梅津秀行
童夢の父。元読売巨人軍の投手で背番号42。ルーキーイヤーの1980年に全員を3球三振に切って捨てた27連続奪三振・投球数81で伝説の「81球完全試合」を達成した。童夢にも巨人軍のユニフォームを着て貰いたいと夢見ていたが、病気のため若くしてこの世を去る。9年前の後楽園球場でカルロスより勝負を挑まれて勝利しているが、同時にカルロスが再び来日することを危惧していた。
漫画版では、幼少時の藤谷学を助けようとした事による交通事故によって大切な肩に大怪我を負ったことから引退、巨人を退団する。その後、妻のまゆみと共にあかねと童夢を育てていたが、童夢がマウンドに立つ姿を見ることなくこの世を去る。
新城 まゆみ
声 - 井上喜久子
後楽園に隣接する商店街にある自宅にて「新城」を直訳したサンドイッチ屋「ニューキャッスル」を経営している。
夫・夢人の願いを叶えるべく、童夢を支援する母。あまり童夢の試合を見ないが、彼女が見る時はほぼ童夢が打ち砕かれた時である。
新城 あかね
声 - 久梨原れな
童夢の姉。15歳の中学3年生。童夢と口ではよく喧嘩をするが、弟思いの姉でもある。野球ができるわけではないが、童夢がメロディーと対戦している際に父の形見であるバットを届けたり、富士山で魔球開発中に父親の書置きを届けたりするなど、いざと言う時には童夢を陰から支える立役者となる。スペシャル版では高校1年生になっている。
麻生 かおり
声 - こおろぎさとみ
童夢の幼馴染。試合に出ている童夢を応援している。アニメ最終回では、童夢のことが好きだと声援を送った。
綾小路 由紀
声 - 天野由梨　
童夢のクラスメイト。虎雄に優しく接した事で好意を持たれる。草野球では捕手を務めていた。
大山先生
声 - 吉村よう
童夢が通う小学校の教師。童夢に体に合った投げ方をした方がいいとアドバイスし、新魔球完成のキッカケを与えた。
田中先生
声 - 堀越真己
童夢のクラスの担任。草野球を機に大山先生と交際するようになる。運動神経が鈍い。
江川 卓（えがわ すぐる）
声 - 大滝進矢（ナレーションも兼任）
元巨人の投手。童夢の才能を見抜き、入団を説得する。夢人の願いを知っていた模様。童夢の巨人入団後も、壁にぶつかった際はアドバイスを与える。作中では、主に東京ドームでの試合で解説役として登場。「スノーミラージュボール」、「レインボースパークボール」の開発にも協力した。なお、アニメ版の解説者は（スペシャル版を除き）江川以外登場しなかった。彼の個人事務所「江川企画」がアニメの制作協力をしていたことが理由であるとされている。
中畑 清（なかはた きよし）
声 - 小形満
巨人の内野手。背番号24。兄貴分として童夢を指導する。実在の人物どおり、チームのムードメーカーとして描かれた。魔球3号「サンダーバキュームボール」は彼のアドバイスから生まれた。スペシャル版では解説者として登場した。
漫画版では、現役時代や引退後にも解説者やコーチとして多々登場する。4年の学習のローマ字を教える企画では、中畑が童夢にローマ字を教える漫画が掲載された事もある（ただしその際「やさしいローマ字」という著書をカンニングしながら教えていたことが後に発覚した）。
原 辰徳（はら たつのり）
声 - 星野充昭
巨人の内野手（アニメでは外野手）。背番号8。中畑と同じく、童夢の兄貴分として登場。豪邸に美人の妻と住んでいる。36号ホームランを打つなど打撃好調だったが、現実の原と同様（1989年7月）に足を肉離れしている（40話）。
中尾 孝義（なかお たかよし）、山倉 和博（やまくら かずひろ）、有田 修三（ありた しゅうぞう）
声 - 桜井敏治（中尾）、鈴木清信（山倉）、秋元羊介（有田）
巨人の捕手達。背番号は中尾が22・山倉が15・有田が9。童夢の開発した250km/h超の剛速球「サンダーバキュームボール」は速過ぎて捕手に大ダメージを与えることが判り、一時童夢に魔球封印を考えさせる程だったが、プロの捕手の誇りをかけて捕球すべく特訓を重ね、サンダーバキュームボール用の野球用具を特注し、捕球できるようになる。
水野雄仁（みずの かつひと）
声 - 鈴木勝美
巨人の投手。背番号31。童夢にフォークボールを伝授する。新婚である事を童夢にからかわれる。
岡崎郁（おかざき かおる）
巨人の内野手。背番号5。童夢の牽制球の練習に付き合う。リーグ優勝決定時のウイニングボールを捕った。
桑田真澄（くわた ますみ）
声 - 小室正幸
巨人の投手。背番号18。童夢の新魔球のことを教えてくれた。漫画版は童夢の指示を行う。最終回では童夢の最後の魔球を見せてくれた。
ウォーレン・クロマティ
声 - 梅津秀行
巨人の助っ人外国人。外野手。背番号49。生前から夢人と交流があり、入団を控えた童夢が彼の息子であることを知っているものの、選手としての実力に疑念を抱き、他の選手やチーム関係者が見守る中、一球のみの実力勝負を挑んだ。結果スイングすらままならない状況で敗戦を喫して以降、童夢を『リトルビッグボーイ』の愛称で仲間として受け入れ、メロディへのプレゼントに悩んでいた童夢へアドバイスをした。愛称はクロウ。
篠塚利夫（しのづか としお）
巨人の内野手。背番号6。サンダーバキュームボールの練習で背中を痛めていた童夢の異変に気付く。最終回ではファインプレーでチームのピンチを救った。
藤田 元司（ふじた もとし）
声 - 稲葉実
巨人の監督。背番号73。童夢を子供扱いせず、チームプレーの大切さを熱心に指導する。生前の童夢の父をよく知る人物。
関根 潤三（せきね じゅんぞう）
声 - 伊井篤史
ヤクルトの監督。背番号73。「スノーミラージュボール」は反則投球だとして審判団に執拗に抗議する。この抗議行為は童夢のペースを乱そうとする目的で行なったもので、もとより抗議が通るとは思っておらず、老獪な一面を見せている。
漫画版では、一部学年版で体を回転させないブーメランボールをボークではないかと抗議した。
長嶋 一茂（ながしま かずしげ）
声 - 森一
ヤクルトの打者。背番号3。「ミスタージャイアンツ」長嶋茂雄の実子。童夢の消える魔球「スノーミラージュボール」で討ち取られる（第5話）。
星野 仙一（ほしの せんいち）
声 - 大塚明夫 / 荒川太郎（1990年作成のスペシャル版）
中日の監督。背番号77。童夢の才能を見抜き「スノーミラージュボール」はペナントレースの脅威になるとして、あらゆる手を尽くして魔球の解明に尽力する。
漫画版では、現実同様気が短い人物として描写されている。学年版によってはメロディのパートナー的存在となっており、自分を「星野パパ」と呼ばせている。
落合 博満（おちあい ひろみつ）
声 - 沢木郁也
中日の強打者。背番号6。星野監督からの魔球解明情報を受け取らず、自ら童夢の消える魔球「スノーミラージュボール」の謎を解き打ち砕く（第9話）。実在選手としては唯一魔球を打倒した。スペシャル版でもライバルとして立ちはだかり、「ハイパー・スピン・ブラックホール・ボール」を屠った。実在するプロ選手では作中最強扱いとなっており、夫人の落合信子も作中にセリフ付で登場する。
漫画版では藤田監督の心境を察し、憎まれ役となることを承知の上で魔球に頼り過ぎている童夢に速球で勝負する大切さを教えた。
山本 浩二（やまもと こうじ）
声 - 沢木郁也（2役）
広島の監督。背番号88。アンディの正体を訝しくも思いながらも、温かく見守っていた。アンディ離脱後、巨人との優勝争いを前に「優勝請負人」カルロスを招聘。彼の野球に対する態度を好ましく思っていないが、ペナントレースを戦い抜くためには必要だとして目をつぶる。
漫画版では、紅跳馬の上司的な役割をするも采配に対してほとんど口出しをしない。
達川 光男（たつかわ みつお）
声 - 梅津秀行（2役）
広島の捕手。背番号40。主にメロディの女房役として登場。
村山 実（むらやま みのる）
阪神の監督。背番号11。「サンダーバキュームボール」を見て、選手たちに「今度のボールは消えもしなければ、分かれもせん。当たればスタンド入りや!!」と鼓舞したが、阪神打線が打つことは出来なかった。
吉村 禎章（よしむら さだあき）
巨人の外野手。背番号7。ペナントレース後半からリハビリから復帰し、早々に引退を考えた童夢に再び闘志を燃え上がらせた（第46話）。
漫画版では、ベイビー・ルースの打球で怪我をさせられ落ち込んでいた童夢に特訓（打撃投手）をさせたり強烈な叱責（喝入れ）をするまで接点が無かった。
通天閣 虎雄（つうてんかく とらお）
声 - 太田淑子
阪神の小学生選手で背番号007。大財閥の御曹司であり、童夢に続く小学生プロ野球選手としてデビュー。当初の目標は打率10割で、コンピュータを駆使したデータ分析に長け（劇中では「コンピューター打法」とも表現）、童夢と戦うまで打率10割を誇った。落合博満も打てなかった童夢の魔球「レインボースパークボール」打倒に執念を燃やし、童夢の学校に一時転校したことも。再挑戦時には一本足打法で砂煙をボールにかぶせて実体を見破るが、ファウルフライに終った。引退後は、財閥の総帥として帝王学を学ぶため、アメリカに留学した（第17話）。スペシャル版では行方不明の童夢の居場所を探し出し、彼を球場まで送り届けるのに一役買っている。童夢のクラスメイトに惚れているような描写がある。
漫画版では、童夢スペシャル1号をあっさりと捌いた後で童夢スペシャル2号（ブーメランボール）を打ち砕けなかったエピソード以降は直接対決の機会こそ減ったものの、童夢スペシャル3号（レインボースパークボール）開発のヒントを与えたり日米野球やオールスターゲームにチームメイトとして登場する。
アンディ（メロディ・パトリシア・ノーマン）
声 - 佐久間レイ
広島の11歳の小学生選手で左投げ左打ち、ポジションは投手。背番号101。幼い頃は天才ピアニストとして名を馳せていたが、9歳の時に祖父と大リーグの試合を見に行き、熱い勝負を目の当たりにしたことがきっかけで野球の面白さに目覚め、ピアニストを電撃引退してトレーニングに励む。しかし、大リーグでも女子の参加は認められていなかったため、この時から男装してアンディを名乗ってブルーソックスに在籍し、試合に出場していた。大リーグ時代に習得したアンダースローから打者の心を幻惑し闘争心を無くしてしまう「メロディボール」と呼ばれる魔球を投げる投手であると共に、「リズム打法」により打撃でも結果を残す。女子であることが判明した試合で、野球協約違反のために球界追放の危機に立たされるが、彼女の才能を惜しむファンの声援が高まった事、女性をプロ野球界での在籍と出場を認める協約改正の動きが出ていた事などから、彼女を女性プロのテスト生として取り扱うコミッショナー裁定により、初出場から正体が発覚した試合まで特例が認められた。童夢との40球近い戦いの末に破れる。童夢との対決に敗れた後は、ピアニストになる夢を実現するため、ウィーンへと去る（第25話）。当初は童夢の事を軽くしか見ていなかったが、真剣・真摯に対戦する童夢の姿に、徐々に彼に対する想いが高まっていく。そして最後の対決で童夢の事が心から好きで愛していることを自覚し、以後は相思相愛の仲になる。童夢は「レインボースパークボール」を初めて打った彼女のために封印していたが、彼女のアドバイスを受けて改良が加えられ、再び使用するようになるがドードに一瞬で打ち砕かれた。再来日した時に、カルロスに敗れて戦意喪失し彼女に甘えようとした童夢をあえて冷たく突き放し、彼に立ち直らせるきっかけを与えた。スペシャル版で童夢にキスをしている。
漫画版では最初から女性選手として登場し、日米野球でドジャースの選手として来日し、次のシーズンから中日に移籍する。背番号はアニメ版と違い「ハートのエース（ハートマークの中に「A」）」。ブーメランボールを打ち砕くが、レインボースパークボールを打ち崩す事が出来ず、童夢によってメロディーボールを打ち砕かれた後、「野球をやりきったら、そこで野球をやめてプロのピアニストを目指す」という祖父との約束を果たす為に引退・帰国する。日米野球で登場してからメロディーボールを打ち砕かれて引退・帰国するまでの基本的な展開はどの学年でも同じであったが 、キャラクターのデザインとユニフォームのデザイン、及びキャラクターの性格は学年によって異なっている。童夢に対する想いも、異性として意識し好意を寄せている場合もあれば、あくまで全力で戦ったライバルに対する親愛の情の域を出ないものであったりと様々であった。学年によっては引退後に再登場することがあり、その際にアメリカ人のボーイフレンドを連れていて、それを見た童夢がショックを受けるという描写も存在する。
ドード（パウラ・ドード）
声 - 安西正弘
大洋の選手で右投げ右打ち、ポジションは外野手。背番号9999。相撲取りになるためトンガから来日したが、童夢と対戦するため相撲部屋を抜け出して野球選手となる。トンガ時代から野球が大好きで、童夢の特集雑誌を愛読していた。初打席で1000mを超えるホームランを放ち、瞬く間に強打者としての才能を発揮する。童夢の「スノーミラージュボール」をあっさりと破り、メロディのアドバイスを受けて童夢が新たに完成させた「ニューレインボースパークボール」をも簡単に打ち砕く（第29話）。しかし250km/h超の剛速球「サンダーバキュームボール」に敗れ、F1観戦で目を鍛えて再び童夢に挑戦するが、特訓で鍛えていた童夢の270km/h級サンダーバキュームボールにツチノコバットを粉砕され、敗れた（35話）。3度目は特製バットを使った鐘つき打法でミートする事に成功するが、互いに精神を限界まで使い果たしていた為、勝利目前で力尽きた（第37話）。最終戦では同じく相撲取りになるために来日し稽古中にケガをして相撲取りを断念し、別の仕事で生計を立てていた行方不明となった父親と5年ぶりの再会を果たす。童夢に敗れた後は父親がなれなかった相撲取りとしての夢を叶えるために球界を去った。後にカルロスに敗れて落ち込んでいた童夢を励ました。
野球選手としての能力は全体的に高く、打球が東京ドームの屋根を突き破ったりマリンタワーの展望室を直撃したりもする打撃力の他、守備力も高く、体格に見合わず軽々と東京ドームのフェンスと同じくらいの高さを跳び、ホームラン性の打球を捕球してトリプルプレイを成立させたりもした。
漫画版では広島に所属し、紅跳馬とコンビを組んでレインボースパークボールを打ち砕いた。
カルロス（ドン・カルロス・フォン・ベルジュ）
声 - 速水奨
アニメ版のみの登場。広島の選手でポジションは三塁手。背番号101。メロディ退団後にスペインから来日した。童夢スペシャル1号、2号を打撃で真似てエラーを誘う「魔打法」の使い手。打者としてのパワーは感じられないが、「悪魔的」な何かを持ち、対戦した投手を破滅に追い込む。童夢の魔球が唯一通用しなかったライバルでもある。スペインの名のある貴族の出身で、幼い頃より母親に徹底した帝王学（絶対君臨学）を叩き込まれ、様々なスポーツで頂点の座に君臨していた。しかし、9年前の後楽園球場で童夢の父である夢人と7球勝負をし、全打席三振に追い込まれて敗れた。再び夢人に再挑戦を申し込もうと誓うが、その前に夢人が亡くなってしまったため、半ば自暴自棄のような形で、他スポーツで対戦相手を負傷させたり、引退に追い込むなどしていた。その矢先に夢人の息子である童夢の活躍を耳にし、かつて敗れた夢人の代わりに打ち砕き再起不能にしてやろうと決意したのが、来日の真相である。一時は童夢を再起不能寸前のどん底に突き落とすも、仲間のサポートで復活した童夢と再び対戦。最後は魔球を出し尽くした童夢が投じた父譲りのナックルとチームメイトの連携の前に敗れた。最終的には熱い闘志を取り戻し、童夢の良きライバルとなる。カルメンの音楽に乗せて、闘牛士のような出で立ちで登場し、虎雄によれば「悪魔のデス」と呼ばれ恐れられていたという。
アナウンサー
声 - 作間功
試合中継を実況するアナウンサー。『侍ジャイアンツ』に登場するアナウンサーと容姿が酷似しており、声優も同一である。
石ノ森章太郎の漫画版では『HOTEL』の松田利春に酷似した容姿になっている。
記者
声 - 立木文彦
サングラスをかけた記者。
中島
声 - 荒川太郎
記者の助手のカメラマン。
ムササビの政
声 - 笹岡繁蔵
スノーミラージュボールを解析。

### スペシャル版のみの登場人物
ケンジ
声 - 高山みなみ
元気がいい男の子。心臓が悪く、両親付き添いのもと札幌で手術を受ける予定だったが、移動中だった童夢を巻き込み列車の中へ逃げ込んでしまう。その後祖父を頼って大雪山へと移動し、サポート役として童夢と共に新魔球開発を行う。後日激励のため駆け付けたジャイアンツの選手たちと藤田監督から献血の提供を受け、手術も奇跡的に成功した。
大森剛
巨人の外野手。背番号は24。

### 漫画版のみの登場人物
王 貞治（おう さだはる）
巨人の監督。背番号1。1988年以前に連載が開始された漫画版では王が童夢の才能を見出した存在となっており、1988年で監督退任をすると漫画版でも同様に退任し、童夢が落ち込む描写がある。
野村 克也（のむら かつや）
ヤクルトの監督。背番号73。
ライジングシャインボールを打ち砕くのに執心し、ライジングシャインボール投球の際に指が擦れて跡が付くのを不正投球として大問題にしたり、1球投げるごとに不正投球ではないかを調べさせたり（ただし、学年によっては野村を登場させず、代わりに大洋ホエールズの監督である須藤豊を同じ役どころで起用した内容も存在する）、ヘビー級プロボクサーであるパンチマンを魔球を打ち砕く為だけに助っ人として招聘したりした。
清原 和博（きよはら かずひろ）
西武の内野手。背番号3。
オールスターゲームの回に登場。童夢渡米治療最終戦では敵のチームとして参戦した。アニメ版では第3話で登場。清原の高校時代の回想シーンで登場。
山本 和範（やまもと かずのり）
ダイエーの外野手。背番号29。
オールスターゲームの回に登場。童夢渡米治療最終戦では敵のチームとして参戦した。
ブーマー・ウェルズ
オリックスの外野手。背番号44。
オールスターゲームの回に登場。
コミッショナー
モデルは日本プロ野球の9代目コミッショナーである吉國一郎（よしくに いちろう）である。野村監督がライジングシャインボールを不正投球として大問題にした事により、童夢が先発する試合を観戦して不正投球ではないと判断を下した（須藤監督が問題にした一部の学年版では登場せず、代わりに責任審判が同様の判断を下している）。
藤谷 学（ふじたに まなぶ）
童夢の学校に転校してきた転校生で右投げ右打ち。背番号は「0.5」。幼い頃に童夢の父である夢人に交通事故から助けられ、代わりに夢人が死んでしまった事を悔いていた。巨人に入団し、童夢の良き女房役として数々の特訓で友情を育む。しかし数年後、巨人二軍監督時から学のバッティングセンスに目を付けていた当時の大洋の須藤監督が「大打者として育てたい」熱意を藤田監督へ直訴したのと「いつかは（童夢と）別々の道へ進まないとお互いに前へ進めない」と考えていた学本人の考えで大洋へ移籍。大洋移籍後は童夢の魔球「コズミックサイコボール」を「物干し竿バット」による槍投げ打法で攻略し、更に最後の魔球「宇宙遊泳」を打ち砕いた。
紅 跳馬（くれない ちょうま）
念力やテレパシー、予知能力等の超能力を操る少年で、広島が招聘した。アドバイザーの様な形でベンチ入りし、選手としての出場は無い。
自らが招聘する様に進言したドードとコンビを組み、予知能力で読んだ投球コースをテレパシーでドードに教える戦術を執った。
レインボースパークボールを打ち砕いた際にその打球が童夢の左脛を直撃して骨に罅を入れ入院させるが、リーグ優勝決定戦で病院を抜け出して登板した童夢の投げた渾身のレインボースパークボールを打ち砕く事は出来なかった。
学年版によっては別の選手にテレパシーで投球コースを教えようとするも、跳馬のテレパシー能力を知らない選手であった為に集中を欠き三振してしまう描写がある。
ダイナマイト・パンチマン
ヘビー級プロボクサーの黒人で右打ち。動体視力を買われ、ライジングシャインボールを打ち砕く為に当時のヤクルトの監督である野村克也によって招聘された。ライジングシャインボールを見事打ち砕くも次に開発されたコズミックサイコボールに敗れる描写があって以降は「日本の野球界で勝負していく自信を失った」との理由により登場しなくなった。
ベイビー・ルース
メロディからベーブ・ルースの生まれ変わりと評価される白人少年でルースと同様左打ち、中日がコズミックサイコボールを打ち砕く為に招聘した。コズミックサイコボールを見事に打ち砕き、その際にフェンスから跳ね返った打球が直接童夢に当たり怪我をさせた。しかし、パワースイングが仇となり次に開発された宇宙遊泳を打ち砕く事は出来なかった。
童夢に宇宙遊泳で三振を取られるまでは「代打成功率10割」であった。
五味 為右衛門（ごみ ためうえもん）
忍者の末裔で宮崎県の山に住んでいた。夢人が若い頃に一緒に修行をしていた。童夢にはライジングシャインボールとコズミックサイコボールを生み出す能力を忍者式の修行で会得させた。
学年版によって、精悍な顔付きであったり酒飲みで間抜けな顔付きであったりと差異が見られる。
古屋 珍平（ふるや ちんぺい）
巨人の二軍捕手で高身長、語尾に「で、あります」と付けて話すのが特徴。吉村に叱責され怒った童夢に対して、吉村が本来ならば再起不能の大怪我から復帰したエピソードを話し諭した。
童夢渡米治療最終戦では童夢の女房役を務め、童夢スペシャル1号から宇宙遊泳まで全ての魔球を捌いた。
唯（ゆい）
広島県に住んでいる巨人ファンの女の子。応援している理由は巨人に好きな選手がいることから。メロディやかおりとは違った純朴さに心惹かれ、童夢が彼女に良いところを見せようと投球したところ、広島打線から滅多打ちにされてしまう。降板後、熱心なカープファンである兄が「勝利のために全力を見せる童夢だからこそ打ち崩したい、浮ついた姿は見たくない」と一喝したことにより立ち直り、翌日本来の実力を取り戻した童夢の姿に客席から熱い声援を送った。
学年によっては、その試合後に『好きな選手』の正体が（童夢ではなく）緒方耕一であることが判明してしまう。

## 登場する球団
セントラル・リーグ
| チーム名           | 都道府県 |
| ------------------ | -------- |
| 読売ジャイアンツ   | 東京都   |
| 広島東洋カープ     | 広島県   |
| 横浜大洋ホエールズ | 神奈川県 |
| 中日ドラゴンズ     | 愛知県   |
| ヤクルトスワローズ | 東京都   |
| 阪神タイガース     | 兵庫県   |

パシフィック・リーグ
| チーム名               | 都道府県 |
| ---------------------- | -------- |
| 西武ライオンズ         | 埼玉県   |
| オリックス・ブレーブス | 兵庫県   |
| 近鉄バファローズ       | 大阪府   |
| 日本ハムファイターズ   | 東京都   |
| ロッテオリオンズ       | 神奈川県 |
| 福岡ダイエーホークス   | 福岡県   |

## 登場する球場
- 東京ドーム
- 札幌市円山球場
- 西武ライオンズ球場（つはらの漫画版のみ）
- 横浜スタジアム
- 広島市民球場（漫画版のみ）
- 平和台球場（つはらの漫画版のみ）

## 登場する魔球・打法

### 新城童夢
これらの魔球はそれぞれ、「童夢スペシャル○号」と呼ばれた。アニメ版ではストレート系が中心だが、漫画版は変化球系が中心になっている。当初の魔球は東京ドームの特質を利用したものだったが、アニメ版では3号、漫画版では4号以降、利用しなくなる。
スノーミラージュボール
ナックルを浮き上がらせて打者の目の錯覚を誘う魔球。落合に見破られて撃破された。漫画版では2号扱いの物もある。こちらではメロディに打たれる。カルロスが魔打法で再現している。
レインボースパークボール
数多くのライバルを悩ませた分身魔球。当初は7つの分身だったが、メロディに打たれた後に、彼女のアドバイスにより改良が加えられ、倍の数に強化されたが、ドードには通用せず、一瞬で粉砕された。ちなみに、虎夫のコンピュータは投球フォームと変化球の握りから、ブーメランの如く弧を描きながら球が消える「スノーミラージュボール」の亜流と分析していた。（ブーメランの軌道を描く魔球は、漫画版では童夢スペシャル2号として実際に登場し、虎男はこの魔球の餌食となった）。
漫画版では、「童夢スペシャル3号」として登場する。東京ドームの照明が二重三重に見えたのをヒントに、カーブとスライダーの変化をミックスさせて7つに分身させる。紅跳馬に「必ずストライクゾーンを通過させる」事を見抜かれ、バント作戦で揺さ振りを掛けられた。学年版によっては、ドードを打ち取る際に分身せずにバットを圧し折る程の球威に特化したバージョンも存在する。
サンダーバキュームボール
現実ではまず不可能な、180 - 270km/hもの速度を誇る超剛速球。中畑の案をヒントに、夢の島で猛特訓を重ねて編み出した。上体をのけ反らせた反動を利用して球速を上げるのが狙いだったが、そこに左脚を振り下ろすことで真空を作り出し、空気圧の差で球を押し出すという加速手段を加えることで完成した。この3号より、ドームの力を一切利用しない魔球となる。
インパクトや破壊力は抜群のように見えるが、実は無理な投球フォームのために体力の消耗や左足への負担が非常に大きい、モーションが大きいために隙が大きくなり盗塁されやすい、ボールのコントロール性や投球後のバランスが非常に不安定、あまりの破壊力に捕球した捕手が負傷しやすい、実は球威は見た目程には無い…と言った数々の欠点が露呈してしまい、童夢は欠点を克服するためにジャイアンツの練習場で桑田のアドバイスを得て牽制球の練習を行ったり、千葉県銚子市の犬吠埼で自主合宿トレーニングを行い、一方の捕手たちも有田を中心にピッチングマシーンを改造して300km/hの剛速球を捕球する猛特訓を行ったり、特注グローブを開発してサンダーバキュームボールを完全に捕球出来るように備えた。その結果、前述の欠点はほぼ克服されている。
二度ドードを撃破して引退に追い込み、改良後は一般のプロ相手にも無敵を誇ったが、カルロスの魔打法の前に敗れた。外野に回った童夢のところへ偶然ボールが来て、この魔球をバックホームに利用し、ホームインしようとしたランナーをアウトにしたこともある。
ハイパースピンブラックホールボール
ボールに強烈な回転を与える事で小型のブラックホールを発生させ、ボールに凄まじい球威を与え、更にブラックホールの吸引力でバッターに強制的にバットを振らせて凡打に打ち取る魔球。右投手の童夢が、一塁方向に身体を反転させ、手の平をバッターボックスに向けて払うようにして投げることを思いつき、強烈な回転を手に入れた。虎夫、メロディー、ドードの3人が童夢とカルロスのデータや資料を元に考案し、童夢がカルロスを撃破する為に生み出した魔球だったが、カルロスには僅か2球で見破られて通用しなかった。
カルロスとの戦いの後にも使用され続け、長期間童夢の魔球として君臨し続けたが、他球団に研究された結果バントに弱い弱点を露呈し（魔球の生み出す重力を逆に利用され、捕球しにくい為内野安打にされやすい）、慢心して球威が落ちた所を落合、中日打線に打たれてしまった。
ケンジスペシャルイリュージョンスペースワープボール
ハイパースピンブラックホールボールを打たれた童夢が、北海道の大雪山での蜃気楼現象からヒントを得て大雪山での猛特訓の末に編み出した魔球。名前に人名「ケンジ」が入っているのは、猛特訓に付き合ってくれた彼への約束であったため。ボールの強烈な回転で蜃気楼を生み出し、何段階もの時間差で蜃気楼を出してタイミングを外す事の出来る魔球。今までの魔球のように見える球に実体が無いため、打者は翻弄されてしまう。夏のよく晴れた昼頃のみに使用可能。落合との対決に使用され、見事に打ち取った。

### 一部漫画版のみに登場する魔球
ブーメランボール
童夢スペシャル2号扱い。作品によっては「スノーミラージュボール」が2号扱いで、こちらが1号の物もある。最初は投げ方に問題があった為、盗塁に弱いという弱点を持っていた。「レインボースパークボール」以降は番号がずれ、アニメ版とは違う変化球を駆使するようになった物もある。改良後は盗塁を阻止する等の応用にも使えた為、数多くのライバルを悩ませた。
学年版によっては秋キャンプのアリゾナの砂漠での特訓シーンで、東京ドーム以外で唯一の投球がなされている。
フォークボール
一般のフォークと同じで、スペシャルには入っていない。水野雄仁が指導した。まだ子供で指が小さい童夢には酷で、指の怪我と引き換えの取得だった。
ライジングシャインボール
ホームベース手前から球が光り出し、一気に上昇する魔球。
投げる為には驚異的な手の力が必要でありその際にボールに指の跡が付く事から不正投球問題にまで発展、コミッショナーが実際に童夢が投げる試合を観戦し「不正投球では無い」と判断する事態になった。（学年版によっては童夢自身の力で妨害に打ち勝つ描写になっている）
大洋の須藤監督は、変化する位置が一定の場所である事を見抜き、規格ギリギリの長いバット(物干しバット)で変化する前の球を打つ事により内野安打を狙う作戦を執った。
パンチマンに打ち砕かれてからは、一般のプロにも打たれている。
一時期投げる時にアンダーシャツをまくりあげる癖があった為、見破られた後にスランプに陥った。
コズミックサイコボール
ホームベース手前で球が止まったように見え、打ち気の打者にバットを振らせる事を狙う魔球。途中までは「ライジングシャインボール」と同じ軌道。槍投げ打法の前に散った。
一時期魔球を投げる際に鼻をこする癖があった為、スランプに陥った事もある。
宇宙遊泳
上空に投げ、30秒以上も空中で浮遊させ続けてから、木の葉のように落下して打者の集中力をかき乱す魔球。バットの風圧で球が変化してしまうため、フルスイングでは絶対打つ事が不可能。藤谷学によって打ち砕かれた後で浮遊時間が短いバージョン開発し、肘の手術で渡米する最後の試合で使用したが完全試合目前の熱気で東京ドームに上昇気流が発生し浮遊時間が長くなり、通常バージョンと変わらなくなってしまった所をまたもや藤谷学に打ち砕かれ完全試合を逃した。
ライジングシャインボール、コズミックサイコボール、宇宙遊泳は全ての球場で使用可能であった。

### その他
メロディーボール（メロディ、アニメ版では当初アンディ名義）
メロディが大リーグ時代に編み出した魔球。打者の心の中に魅惑的な音楽を湧き上がらせ、打者の幻惑を誘う魔球。曲のリズムに応じて球筋が変化する。滅多に打たれる事は無く、ほぼ無敵を誇ったが、童夢に打ち砕かれた（童夢が音痴で、曲のメロディに惑わされなかったため）。
漫画版では童夢が音痴な描写は無く、魔球に使われている5種類の曲をコンピューターで特定し、リズム感覚で打ち砕いた。ちなみに最初に打ち砕いた時にメロディが決め球として投じた球は中畑清がレコード曲として出した事がある「十和田丸」であった。

## エピソード
- 1989年の現実のペナントレースの状況が作品に反映されつつ、放映回数を重ねていった。なおこの年は、ジャイアンツは日本シリーズで近鉄バファローズ（当時）と戦い、日本一になったが、本編ではそのことは一切触れられていない。1990年作成のスペシャル版で、日本一になったことのみ触れられた。
- 新城夢人の背番号「42」は、現実の巨人では、1968年の大隅正人投手（66に変更）→新浦壽夫投手の後、1997年にロッテから移籍したエリック・ヒルマン投手が付けるまでの間空き番となっていた（途中、1990年頃ドン・ベイラー臨時コーチがキャンプ期間中のみ着けていたことがあるが、正式に登録されたものではない）。その後外国人選手の背番号として使用されていた。2017年からはDeNAからフリーエージェントで移籍した山口俊投手が、日本人選手としては49年ぶりに着用したが、2019年にDeNA時代の「11」に戻した。
- メロディとカルロスの背番号「101」は、現実の広島では、現役選手の背番号が「00・0〜99」に限定される以前の1992年にはドミニカ共和国に同球団が開設した「広島東洋カープ・アカデミー・オブ・ベースボール」（通称カープアカデミー）から来日して一時支配下登録されたアンヘル・バウチスター投手が、また、1996年には前年にダイエーで現役を引退した直後に移籍・就任した矢野未乗投手コーチが着けていた。2019年現在は、山下直明打撃投手の背番号となっている。
- 巨人優勝直前の1990年9月1日には、スペシャル番組が15:30 - 16:55に放映されたが、広島テレビ放送では、同年7月に自社制作で放送した「広島平和音楽祭」の再放送（日本テレビ系列全国放送用の90分編集版）[1] に差し替え、優勝決定後[2] の9月15日（土曜・祝日）12:00 - 13:25の遅れ放送となった[3]。
- 1イニング中に選手・監督が何度もマウンドに集まる（本来は、監督およびコーチが1イニングに2回以上ラインをまたいだ時は、必ず投手交代をしなければならない）など、ルールに従っていない表現が多々見られる。
- 石ノ森章太郎自身の別の漫画『新 まんが昔話１ 桃太郎 ケイブンシャの大百科別冊』で、桃太郎がキビ団子を投げる際に漫画版でのレインボースパークボールのように宙返りで投げ団子が7つに分裂するパロディがあった。
- ドードが横浜スタジアムでホームランを打ち、その打球がマリンタワーの展望台の窓ガラスを破る描写があるが、実際にその方角に打つとファウルになってしまう。
- 小学生のため、学業との両立を理由に、藤田監督と母のまゆみとの間に「21時以降は投げられない」というルールを設ける設定（夏休みに限り22時までと童夢が話すシーンがある）があるが、劇中であまりポイントになることはなかった。アニメ版では、2アウト2ストライクとあと1球でゲームセットというところで、この理由により、藤田監督の指示で強制的にマウンドを降ろされる描写はあった。
- 2軍落ちした際に、読売ジャイアンツ球場から水道橋の小学校まで通う設定がある。電車に慣れていないのか、初めてジャイアンツ球場に行ったときには、誤って小田急ロマンスカーに1人で乗ってしまい、町田駅まで行ったところで読売ランド前駅まで引き返したこともある。

## スタッフ
- 原作 - 石ノ森章太郎
- 原作協力 - 企画室パラス
- 連載 - 1年のがくしゅう〜6年の学習
- 監督 - 渡部高志
- 企画 - 務台猛雄（NTV）、嶋村一夫（読売広告社）、倉田幸雄（学研）
- プロデューサー - 武井英彦（NTV）、木村京太郎（読売広告社）、金子泰生（学研）
- アシスタントプロデューサー - 福与雅子（NTV）、三俣晴一郎（学研）、木村健吾（スタジオぎゃろっぷ）
- キャラクターデザイン・総作画監督 - 辻初樹
- シリーズ構成 - 山崎晴哉
- 美術監督 - 小林七郎
- 撮影監督 - 枝光弘明
- 録音監督 - 加藤敏
- 音楽 - 近藤浩章
- 録音製作 - 東北新社
- タイトル - マキ・プロ
- 現像 - IMAGICA
- アニメーション制作 - スタジオぎゃろっぷ
- 制作協力 - 東京読売巨人軍、中日ドラゴンズ、広島東洋カープ、大洋球団、ヤクルト球団、阪神タイガース、後楽園スタヂアム、江川企画、日本テレビビデオ
- 企画・制作 - 日本テレビ
- 製作 - 読売広告社、学研

## 主題歌
オープニングテーマ「ボクらの夢によろしく」
エンディングテーマ「やさしくされた、あの気持ち」
作詞 - 平出よしかつ / 作曲 - 多々納好夫 / 編曲 - 鷺巣詩郎 / 歌 - CHA-CHA
オリジナル・サウンドトラックは、カセットのみで発売された。主題歌を除くBGM類はCD化はされていない。

## 各話リスト
| 話数 | サブタイトル                      | 脚本     | コンテ     | 演出     | 作画監督   | 放送日        |
| ---- | --------------------------------- | -------- | ---------- | -------- | ---------- | ------------- |
| 1    | ジャイアンツなんか大きらいだ!     | 山崎晴哉 | 渡部高志   | 渡部高志 | 松岡秀明   | 1989年 4月2日 |
| 2    | 中畑ビックリ!?消える魔球          | 山崎晴哉 | 石原ひろし | 石田昌平 | 多田康之   | 4月9日        |
| 3    | 開幕戦はオレにまかせろ!           | 島田満   | 白土武     | 伊東政雄 | 宮崎龍四郎 | 4月16日       |
| 4    | 絶好調!童夢スペシャル             | 山崎晴哉 | 佐藤真人   | 佐藤真人 | 宍戸久美子 | 4月23日       |
| 5    | 動く星野監督魔球をさぐれ!         | 山崎晴哉 | 石田昌平   | 石田昌平 | 林隆文     | 4月30日       |
| 6    | 初対決!勝負だ落合!                | 山崎晴哉 | 石川康夫   | 渡部高志 | 松岡秀明   | 5月7日        |
| 7    | やったぜ!六連続三振!              | 島田満   | 石川康夫   | 石川康夫 | 多田康之   | 5月14日       |
| 8    | 落合、魔球打倒宣言                | 山崎晴哉 | 白土武     | 伊東政雄 | 宮崎龍四郎 | 5月21日       |
| 9    | 対決!落合対童夢                   | 伊東恒久 | 石田昌平   | 千明孝一 | 篠田章     | 5月28日       |
| 10   | うそだ!オレの魔球が破れた!?       | 伊東恒久 | 石川康夫   | 石川康夫 | 松岡秀明   | 6月4日        |
| 11   | 天才打者、虎雄登場!               | 山崎晴哉 | 千明孝一   | 千明孝一 | 栗井重紀   | 6月11日       |
| 12   | あみだせ新魔球!                   | 伊東恒久 | 渡部高志   | 渡部高志 | 篠田章     | 6月18日       |
| 13   | 七色の魔球完成!?                  | 島田満   | 白土武     | 伊東政雄 | 宮崎龍四郎 | 6月25日       |
| 14   | 七色の閃光!見たか新魔球!          | 山崎晴哉 | 石川康夫   | 石川康夫 | 松岡秀明   | 7月2日        |
| 15   | 激突!童夢対虎雄                   | 伊東恒久 | 小松和彦   | 小松和彦 | 粟井重紀   | 7月9日        |
| 16   | 虎雄のスパイ大作戦!?              | 島田満   | 千明孝一   | 千明孝一 | 山内昇寿郎 | 7月16日       |
| 17   | いくぞ虎雄 真剣勝負だ             | 山崎晴哉 | 白土武     | 伊東政雄 | 大戸幸子   | 7月23日       |
| 18   | 謎のライバル!アンディの挑戦!      | 伊東恒久 | 渡部高志   | 渡部高志 | 篠田章     | 7月30日       |
| 19   | 守るぞ!オレのメロディ             | 島田満   | 水谷貴哉   | 水谷貴哉 | 松岡秀明   | 8月13日       |
| 20   | アンディ覚悟!勝負はもらった!      | 山崎晴哉 | 渡部高志   | 渡部高志 | 栗井重紀   | 8月20日       |
| 21   | いくぜ日米魔球対決!               | 伊東恒久 | 佐藤博暉   | 佐藤博暉 | 佐々木敏子 | 9月3日        |
| 22   | アンディ決意のマウンド            | 島田満   | 伊東政雄   | 伊東政雄 | 田崎聡     | 9月10日       |
| 23   | 魂をかけた大決戦!                 | 山崎晴哉 | 水谷貴哉   | 水谷貴哉 | 篠田章     | 9月17日       |
| 24   | 燃えあがれ!オレたちのグラウンド!  | 伊東恒久 | 千明孝一   | 千明孝一 | 佐々木敏子 | 9月24日       |
| 25   | さようならメロディ                | 島田満   | 渡部高志   | 石堂宏之 | 松岡秀明   | 10月1日       |
| 26   | 怪力少年衝撃のデビュー!           | 山崎晴哉 | 大庭秀昭   | 大庭秀昭 | 田崎聡     | 10月8日       |
| 27   | 怪童ドードの挑戦!                 | 伊東恒久 | 渡部高志   | 石堂宏之 | 田中保     | 10月15日      |
| 28   | よみがえれ七色の魔球!             | 島田満   | 水谷貴哉   | 水谷貴哉 | 篠田章     | 10月22日      |
| 29   | 完敗!恐るべきドード               | 山崎晴哉 | 渡部高志   | 石堂宏之 | 松岡秀明   | 10月29日      |
| 30   | できた!?驚異の超魔球!             | 伊東恒久 | 加藤正     | 加藤正   | 佐々木敏子 | 11月5日       |
| 31   | 炸裂!嵐を呼ぶ魔球!                | 島田満   | 大庭秀昭   | 大庭秀昭 | 田崎聡     | 11月12日      |
| 32   | 先発!めざせ勝利投手!              | 山崎晴哉 | 渡部高志   | 石堂宏之 | 田中保     | 11月19日      |
| 33   | 特訓!打倒ドード                   | 伊東恒久 | 加藤正     | 水谷貴哉 | 篠田章     | 11月26日      |
| 34   | 砕け!F1打法                       | 島田満   | 千明孝一   | 千明孝一 | 松岡秀明   | 12月3日       |
| 35   | まさかの敗戦投手!?                | 山崎晴哉 | 石堂宏之   | 石堂宏之 | 佐々木敏子 | 12月10日      |
| 36   | 宿敵ドードの秘密兵器              | 伊東恒久 | 水谷貴哉   | 水谷貴哉 | 青嶋克己   | 12月17日      |
| 37   | さらば宿命のライバル!             | 島田満   | 大庭秀昭   | 大庭秀昭 | 田崎聡     | 12月24日      |
| 38   | 華麗なる挑戦者カルロス登場!       | 山崎晴哉 | 渡部高志   | 石堂宏之 | 篠田章     | 1990年 1月7日 |
| 39   | 魔打法の謎を追え!                 | 伊東恒久 | 吉田昌弘   | 水谷貴哉 | 佐々木敏子 | 1月14日       |
| 40   | ジャイアンツの危機を救え!         | 伊東恒久 | 千明孝一   | 千明孝一 | 松岡秀明   | 1月21日       |
| 41   | 危うし!狙われた童夢               | 山崎晴哉 | 石堂宏之   | 石堂宏之 | 青嶋克己   | 1月28日       |
| 42   | 特訓開始!打ち取れ魔打法           | 山崎晴哉 | 大庭秀昭   | 大庭秀昭 | 田崎聡     | 2月4日        |
| 43   | 盗まれた魔球!                     | 島田満   | 渡部高志   | 水谷貴哉 | 篠田章     | 2月11日       |
| 44   | 夢人対カルロスかくされた真実!     | 島田満   | 吉田昌弘   | 石堂宏之 | 佐々木敏子 | 2月18日       |
| 45   | 童夢、引退宣言!?                  | 伊東恒久 | 渡部高志   | 水谷貴哉 | 松岡秀明   | 2月25日       |
| 46   | 立ち上がれ!再びマウンドへ         | 山崎晴哉 | 山口武志   | 山口武志 | 青嶋克己   | 3月4日        |
| 47   | 究極の魔球誕生!?                  | 島田満   | 千明孝一   | 石堂宏之 | 篠田章     | 3月11日       |
| 48   | これだ!友情の新魔球               | 伊東恒久 | 大庭秀昭   | 大庭秀昭 | 田崎聡     | 3月18日       |
| 49   | 輝け!栄光の巨人軍（ジャイアンツ） | 山崎晴哉 | 渡部高志   | 石堂宏之 | 佐々木敏子 | 3月25日       |
| SP   | めざせV2!うなれ友情の新魔球!!     | 山崎晴哉 | 渡部高志   | 山口武志 | 佐々木敏子 | 9月1日        |

## 放送局
※放送日時は個別に出典が掲示されてあるものを除き、1990年3月終了時点、放送系列は放送当時のものとする。
| 放送地域       | 放送局         | 放送日時 | 放送系列                                     | 備考                                                             |
| -------------- | -------------- | --- | -------------------------------------------- | ---------------------------------------------------------------- |
| 関東広域圏     | 日本テレビ     | 日曜 10:30 - 11:00 | 日本テレビ系列                               | 制作局                                                           |
| 岩手県         | テレビ岩手     | 日曜 10:30 - 11:00 | 日本テレビ系列                               |                                                                  |
| 宮城県         | ミヤギテレビ   | 日曜 10:30 - 11:00 | 日本テレビ系列                               |                                                                  |
| 福島県         | 福島中央テレビ | 日曜 10:30 - 11:00 | 日本テレビ系列                               |                                                                  |
| 新潟県         | テレビ新潟     | 日曜 10:30 - 11:00 | 日本テレビ系列                               |                                                                  |
| 静岡県         | 静岡第一テレビ | 日曜 10:30 - 11:00 | 日本テレビ系列                               |                                                                  |
| 中京広域圏     | 中京テレビ     | 日曜 10:30 - 11:00 | 日本テレビ系列                               |                                                                  |
| 近畿広域圏     | 読売テレビ     | 日曜 10:30 - 11:00 | 日本テレビ系列                               |                                                                  |
| 鳥取県・島根県 | 日本海テレビ   | 日曜 10:30 - 11:00 | 日本テレビ系列                               |                                                                  |
| 広島県         | 広島テレビ     | 日曜 10:30 - 11:00 | 日本テレビ系列                               |                                                                  |
| 香川県・岡山県 | 西日本放送     | 日曜 10:30 - 11:00 | 日本テレビ系列                               |                                                                  |
| 福岡県         | 福岡放送       | 日曜 10:30 - 11:00 | 日本テレビ系列                               |                                                                  |
| 熊本県         | 熊本県民テレビ | 日曜 10:30 - 11:00 | 日本テレビ系列                               |                                                                  |
| 北海道         | 札幌テレビ     | 日曜 8:30 - 9:00（1989年4月9日 - 9月24日） → 土曜 8:00 - 8:30（1989年9月30日のみ） → 日曜 10:30 - 11:00（1989年10月1日 - 1990年3月25日） | 日本テレビ系列                               | 開始当初から第24話までは遅れネット。第25話より同時ネットに移行。 |
| 山形県         | 山形放送       | 火曜 17:30 - 18:00 | 日本テレビ系列 テレビ朝日系列                |                                                                  |
| 山梨県         | 山梨放送       | 火曜 16:00 - 16:30 | 日本テレビ系列                               |                                                                  |
| 宮崎県         | テレビ宮崎     | 火曜 16:30 - 17:00 | フジテレビ系列 日本テレビ系列 テレビ朝日系列 |                                                                  |
| 石川県         | テレビ金沢     | 月曜 - 金曜 17:30 - 18:00 | 日本テレビ系列                               | 開局直後の1990年4月2日から1990年6月7日まで放送                   |

## 作品の保管状況
1996年にCSのファミリー劇場で全話再放送されていたが、以降はCSなどで再放送されない作品の一つとなっており、VHSによる一部エピソード(10話までとスペシャル)を除いてソフト化されていない。現在は閉鎖されている渡部高志のウェブサイトに「洪水のためぎゃろっぷの倉庫にあったマスターテープが水没した」との記述があり、それが理由とも言われている。